# Kentaur und Nymphe (Begas)

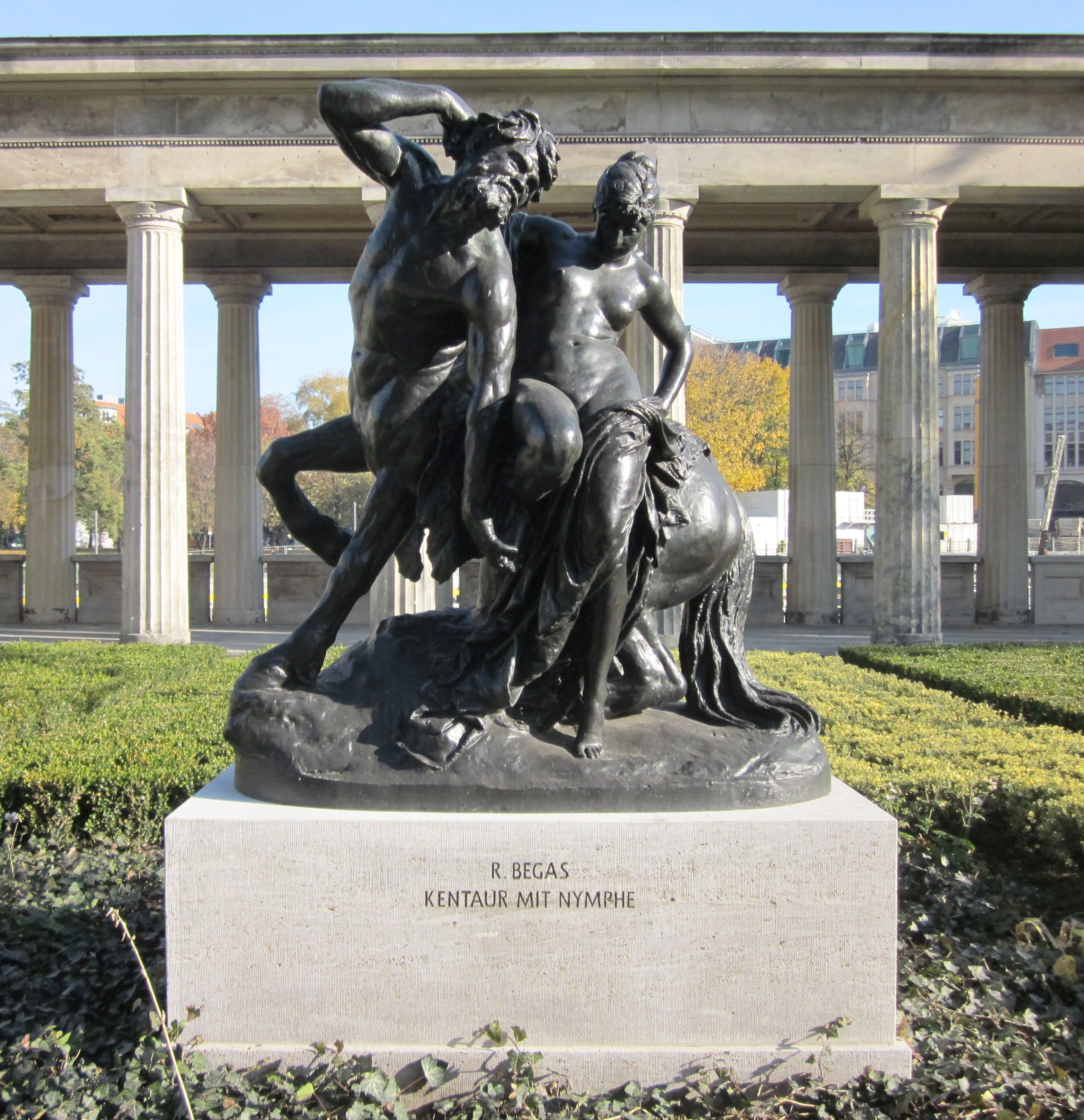
Reinold Begas: Kentaur mit Nymphe

Kentaur und Nymphe ist eine um 1888 entstandene Bronzeplastik des deutschen Bildhauers Reinhold Begas, die 1997 im Kolonnadenhof vor dem Eingang der Alten Nationalgalerie in Berlin aufgestellt wurde.

## Beschreibung
Das Motiv zeigt eine Nymphe, die auf einem Kentauren sitzt. Es handelt sich um eine zweifigurige freistehende Skulpturengruppe, die als Rundplastik gearbeitet ist und auf einer Plinthe steht. Sie entstand nach einem Entwurf von 1881 und hat die Maße 180 × 65,8 × 41 cm. Zugeordnet wird sie dem Stil des Neu- oder Gründerbarock.
Eine auf der Rückseite angebrachte Gussmarke nennt als Bronzegießer die Actiengesellschaft vormals H. Gladenbeck u. Sohn Berlin-Friedrichshagen.

## Weitere Versionen

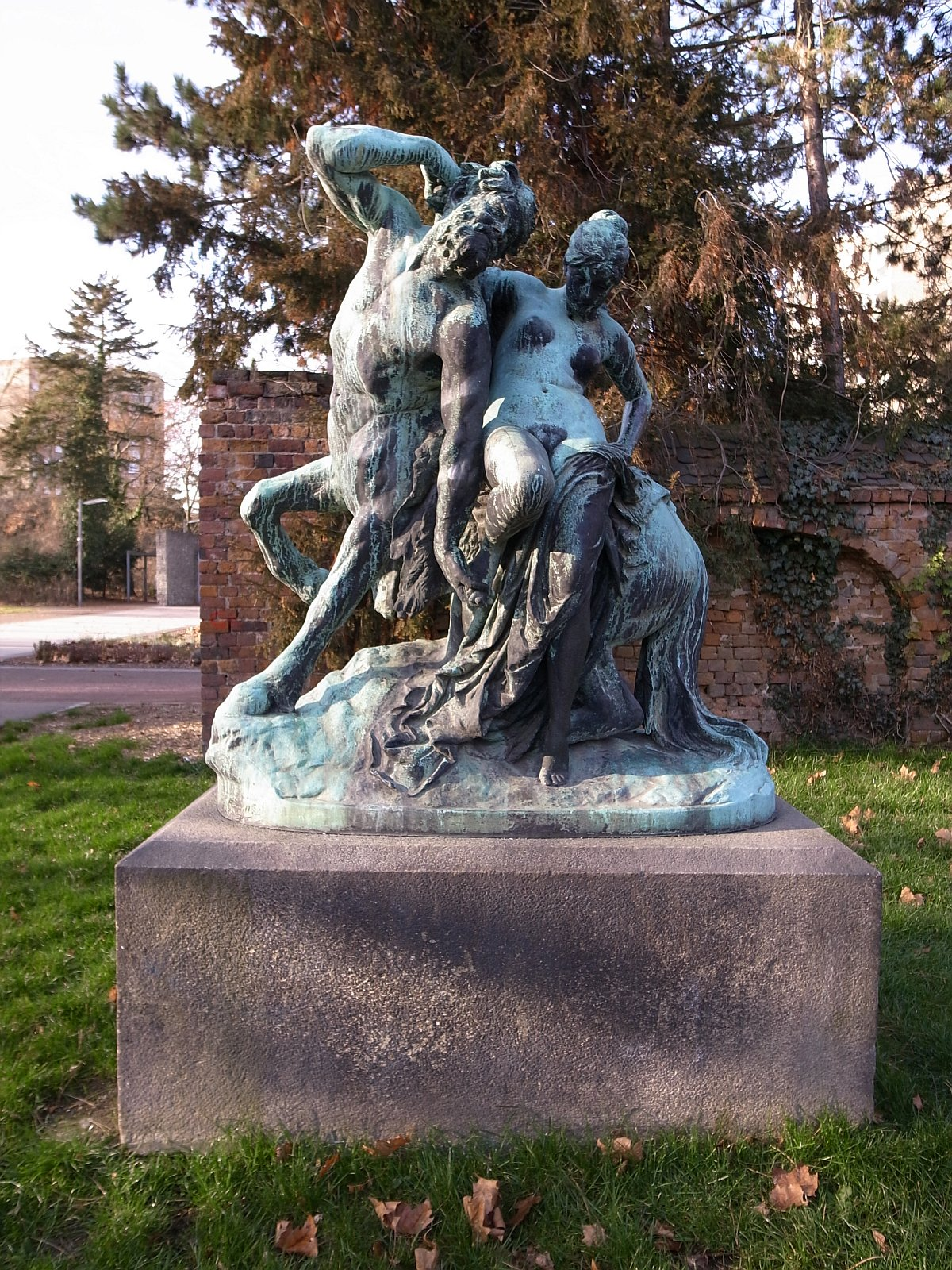
Bronzekopie im Dessauer Stadtpark

Eine weitere Ausführung aus Bronze, die sich aber im Sitzmotiv der Nymphe von der von 1888 unterscheidet, befand sich ursprünglich vor dem Stadtschloss Dessau und wurde 1955 im Stadtpark Dessau neu aufgestellt.

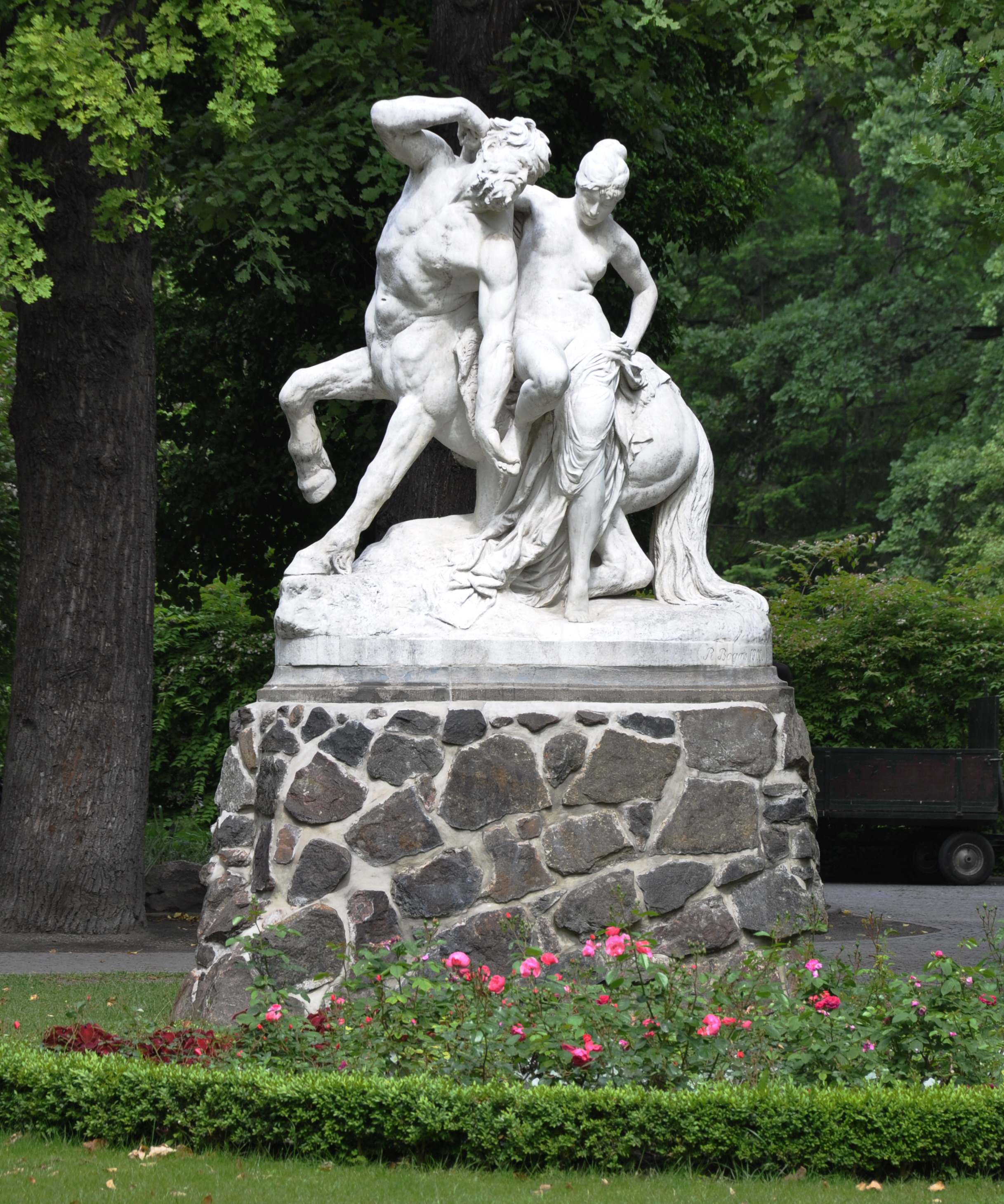
Marmorkopie im Berliner Zoo

Eine vergrößerte Marmorkopie dieser Fassung wurde um 1900 im Zentrum des Zoologischen Gartens Berlin aufgestellt.